# 圣帕尔杜-拉克鲁瓦西耶
圣帕尔杜-拉克鲁瓦西耶（法語：Saint-Pardoux-la-Croisille，法語發音：[sɛ̃ paʁdu la kʁwazij]）是法国科雷兹省的一个市镇，位于该省中南部，属于蒂勒区。该市镇总面积16.36平方公里，2009年时的人口为177人。

## 人口
圣帕尔杜-拉克鲁瓦西耶人口变化图示